# Kazimierz Gawąd

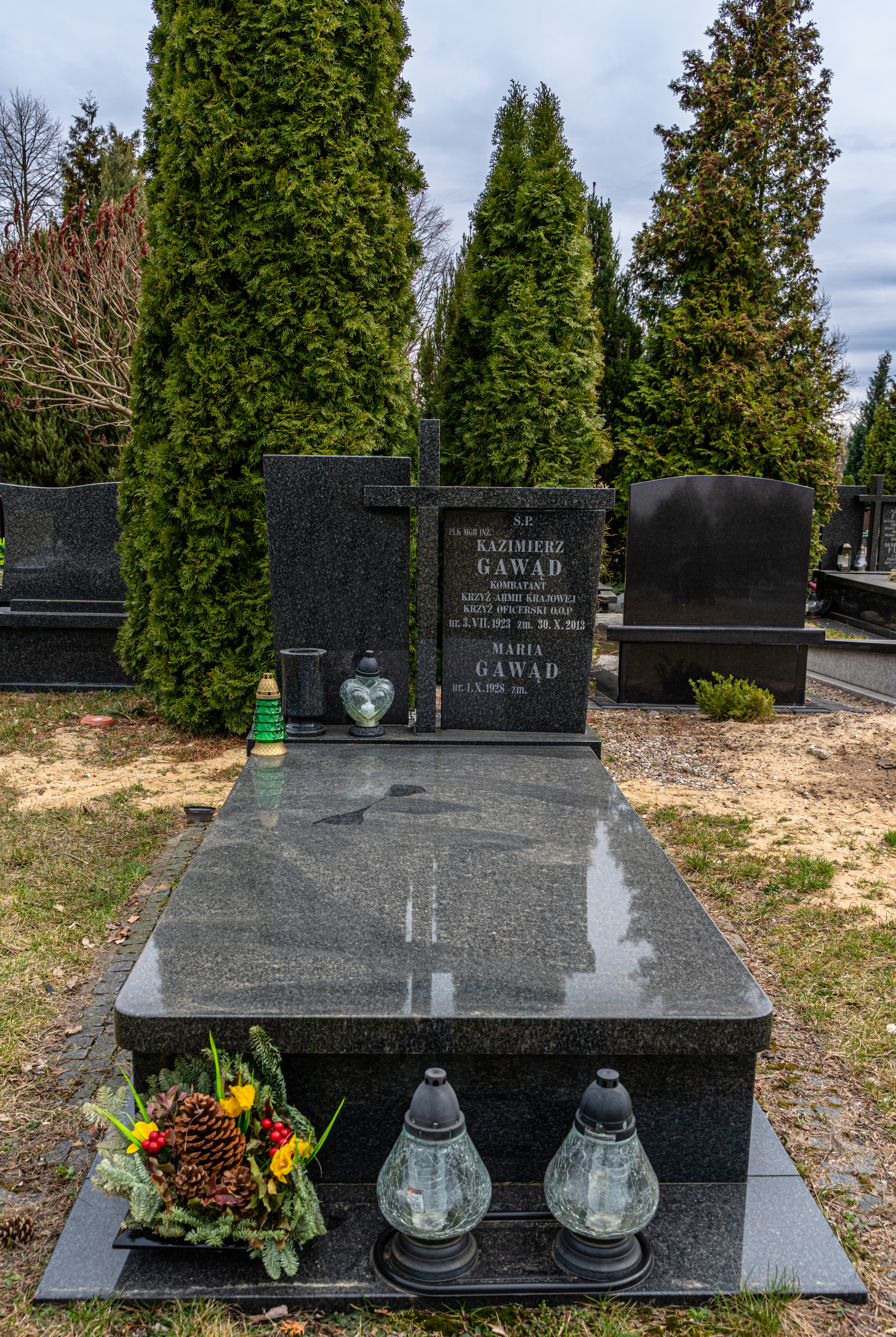
Grób Kazimierza Gawąda na cmentarzu komunalnym Północnym w Warszawie

Kazimierz Gawąd (ur. 1923, zm. 30 października 2013) – pułkownik w stanie spoczynku WP, prezes Oddziału Warszawskiego Stowarzyszenia Elektryków Polskich (SEP), wieloletni Sekretarz Generalny i Członek Honorowy SEP, członek Naczelnej Organizacji Technicznej (NOT). 
Zmarł 30 października 2013 r. Pochowany na cmentarzu komunalnym Północnym w Warszawie.

## Wybrane odznaczenia
- Krzyż Oficerski Orderu Odrodzenia Polski
- Krzyż Kawalerski Orderu Odrodzenia Polski
- Złoty Krzyż Zasługi
- Krzyż Armii Krajowej